# Święty Homobonus
Święty Homobonus, Homobon z Cremony (ur. w XII wieku w Cremonie, zm. 13 listopada 1197) – włoski kupiec i święty Kościoła katolickiego. 

## Życiorys
Omobono Tucenghi był z zawodu kupcem. Odznaczał się hojnością, pracowitością i uczciwością. Jego imię, przetłumaczone z łaciny oznacza "dobrego człowieka". 
Aktywnie brał udział w oficjach brewiarzowych. Uczestniczył w odnowieniu życia religijnego wraz z laikatami i dochowaniu wierności Kościołowi. Będąc młodym człowiekiem pomagał w pracy kupieckiej swojemu ojcu, bogatemu mieszkańcowi Cremony. Odziedziczony po jego śmierci majątek, Homobonus pomnażał, przeznaczając wiele środków na dzieła podnoszenia poziomu wykształcenia i życia wśród ludzi ubogich. Codziennie słuchał Mszy Świętej. Bardzo często czynił to, przebywając w kościele z rozprostowanymi ramionami (postawa krzyżowa). Zmarł podczas Mszy Świętej, 13. listopada 1197 roku. Został kanonizowany dwa lata później przez Ojca Świętego Innocentego III, który nazywał go: "Ojcem ubogich", "Pocieszycielem strapionych", "Człowiekiem pokoju i jego sprawcą",  "Człowiekiem dobrego imienia i czynów", "Pracowitym w stałej modlitwie". Stwierdził o nim ponadto, że jest "świętym, który jak drzewo zasadzone przez strumienie wody, przynosi owoce w naszych czasach".
Jego ciało znajduje się w krypcie katedry w Cremonie

## Kult
Istnieje tylko jeden na świecie kościół pod jego wezwaniem - Sant'Omobono, który mieści się w Rzymie, na wzgórzu kapitolińskim, w Rione Ripa.
Jego ciało znajduje się w krypcie katedry w Cremonie. Jest patronem przedsiębiorców, krawców, tkaczy, szewców i miasta Cremona.  
W kościele farnym w Chełmnie zachował się boczny ołtarz dedykowany świętemu Homobonusowi z obrazem go przedstawiającym (dzieło namalowano w 1743 roku).

## Homobonus w kulturze popularnej
Postać Świętego Homobonusa pojawia się niekiedy w postaci maskotek i statuetek w korporacjach, szczególnie amerykańskich. Jako patron biznesmenów jest tam niekiedy przedstawiany jako wzór do naśladowania. Niektóre firmy przyjęły nazwę zaczerpniętą od jego imienia m.in. angielska spółka Omobono Ltd (IT, Consulting), czy teksański webhosting Sheenomo.com. W Polsce pamięć o nim propaguje ojciec Jacek Gniadek SVD, misjonarz i bloger.